# Europsko prvenstvo u nogometu – Ujedinjeno Kraljevstvo i Irska 2028.
Europsko nogometno prvenstvo 2028., obično nazivano UEFA Euro 2028. ili jednostavno Euro 2028., bit će 18. UEFA Europsko prvenstvo, četverogodišnje međunarodno nogometno prvenstvo. Zajednički će ga organizirati Ujedinjeno Kraljevstvo (Engleska, Škotska i Wales) i Irska, a predviđa se da će se održati od 9. lipnja do 9. srpnja 2028.
Španjolska je branitelj naslova nakon što je u finalu 2024. pobijedila Englesku, jednog od budućih domaćina.

## Kandidati za domaćina
Dana 23. ožujka 2022. UEFA je objavila da su primljena tri prijedloga od zemalja koje su izrazile interes za domaćinstvo turnira: jedan od Rusije, jedan od Turske i zajednička prijava svih pet članica UEFA-e s Britanskog i Irskog otočja, uključujući Sjevernu Irsku. Rusija i Turska istovremeno su se prijavile za domaćinstvo Eura 2032.
Rusija je podnijela svoje prijave unatoč trenutnoj zabrani UEFA-e za ruske klubove i reprezentacije zbog invazije te zemlje na Ukrajinu, a u svibnju 2022. njezine prijave za 2028. i 2032. proglašene su neispravnima. Početkom listopada 2023. Turska je povukla svoju prijavu kako bi se usredotočila na kandidaturu za Euro 2032. zajedno s Italijom.
Zajednička prijava tako je ostala bez prigovora i jednoglasno je odabrana 10. listopada 2023. u Nyonu u Švicarskoj, što znači da bi turnir organizirale Republika Irska i četiri matične nacije nogometa, Engleska, Sjeverna Irska, Škotska i Wales. Do kraja 2024. predloženo mjesto održavanja turnira u Sjevernoj Irskoj, Casement Park u Belfastu, odbačeno je, a potvrđeno je da Sjeverna Irska neće biti domaćin nijedne utakmice kako je prvobitno planirano, niti će ispunjavati uvjete za automatsku kvalifikaciju.
Euro 2028. bit će peto Europsko prvenstvo od 2000. koje se održava u više zemalja. Engleska će biti domaćin turnira treći put, nakon što je prethodno bila domaćin Eura 1996. i osam utakmica (uključujući finale) paneuropskog Eura 2020. Škotska će to učiniti drugi put, nakon što je bila domaćin četiri utakmice Eura 2020. Po prvi put utakmice natjecanja igrat će se u Republici Irskoj i Walesu. Republika Irska je u početku odabrana za domaćina utakmica Eura 2020., ali zbog COVID-19 ograničenja uklonjena je kao domaćin, jer zemlja nije mogla potvrditi da gledatelji mogu prisustvovati.